# Heinrich Mechling
Heinrich Mechling (Friburgo in Brisgovia, 25 febbraio 1892 – 27 dicembre 1976) è stato un calciatore tedesco, di ruolo attaccante.